# Иранское геологическое общество
Иранское геологическое общество (перс. انجمن زمین شناسی ایران‎) — научное общество Ирана.

## История
Более чем десятилетний перерыв в работе Иранского геологического общества, основанного в 1975 году, и, как следствие, острая необходимость страны в действующем геологическом обществе привели к тому, что Специализированный геологический комитет Высшего совета по планированию Министерства культуры и высшего образования от имени учредителейИранского геологического общества 27 июня 1993 года направил прошение в Комиссию научных обществ Министерства культуры и высшего образования о возобновлении деятельности Иранского геологического общества.

В результате, в июле 1994 года данное прошение было одобрено Комиссией, и Иранское геологическое общество было зарегистрировано под номером 8491 в 1995 году, 21 мая в Отделе регистрации промышленных предприятий и собственности в Тегеране, а его деятельность была официально запущена.

## Цели
Иранское геологическое общество создано с целью развития, распространения и продвижения наук о Земле, количественного и качественного развития кадровых ресурсов, а также улучшения образовательных и исследовательских процессов в смежных областях. Иные цели этой организации включают:

- Планирование образования в направлении развития наук о Земле в стране и повышение роли знаний о Земле в обществе.

- Создание различных групп, в том числе студенческого отдела Геологического общества Ирана, женского отдела иранского геологического общества, отдела руководителей иранского геологического общества, образовательного отдела.

- Объединение и расстановка студенческих обществ под единым флагом

- Обеспечить пространство и поддержку для координации деятельности, связанной с науками о Земле.

- Организация учебных курсов и геологических туров, а такжезнакомство с геологическим наследием Ирана.

- Связи с геологическими обществами стран региона и ведущими странами в области геологии

## Деятельность Общества
- Установление и укрепление национальных и международных научно-исследовательских отношений между исследователями и специалистами, работающими в области наук о Земле.
- Сотрудничество с исполнительными, научно-исследовательскими центрами по оценке и обзору проектов и программ, связанных с образовательными и исследовательскими процессами в рамках направления деятельности Общества.
- Поощрение исследователей и чествование выдающихся ученых и профессоров.
- Предоставление образовательных и исследовательских услуг.
- Проведение национальных, региональных и международных научных собраний.
- Издание книг и научных публикаций.

## Ежегодные программы Общества
- Ежегодные конференции.
- Выбор лучшего геолога.
- Выбор книги года по геологии.
- Выбор лучшего студента.
- Выбор фотографии года.

## Предстоящие программы Общества
- Формирование специализированных групп, в том числе: женщин-геологов, учителей-геологов, студентов-геологов.
- Формирование геологической базы данных.
- Увеличение количества специализированных публикаций.
- Членство Общества на международных форумах и в других специализированных обществах.
- Предоставление членам Общества возможности участвовать в проектах GCP ЮНЕСКО.
- Проведение олимпиады по геологии.
- Усилия по пересмотру учебников средней школы и увеличениясреднего баллаза заключительный экзамен по геологии.
- Проведение тематических и сезонных конференций.